# 陈忠实
陈忠实（1942年8月3日—2016年4月29日），陕西灞桥人，中国大陸当代作家，曾任陕西省作家协会主席、党组成员、名誉主席、中国作家协会副主席，是西北五省继柯仲平之后第二位担任中国作家协会副主席的作家。

## 生平
陈忠实是陕西省西安市灞桥区西蒋村人。1962年高中毕业，1965年开始发表散文，创作生涯由此开始。1979年加入中国作家协会。1993年以《白鹿原》一书一举成名，后任陕西省作家协会主席。出版有30余种作品。

### 病逝
2015年12月，陈忠实因为胸部腫瘤，曾入院接受手术。2016年4月28日上午，陈忠实因舌癌恶化，癌细胞扩散，突吐血不止，被送往医院急救。2016年4月29日晨7：40左右，陈忠实因搶救無效在西安市西京医院去世，终年73岁。
隨後，陝西省作家協會設置靈堂悼念陳忠實，現場有習近平、劉雲山、王岐山等中共中央政治局常委，及胡錦濤、曾慶紅等前黨和國家領導人送來的花圈。

## 作品
著有短篇小说集《乡村》、《到老白杨树背后去》，中篇小说集《初夏》、《四妹子》，《陈忠实小说自选集》（3卷），《陈忠实文集》（5卷），散文集《告别白鸽》等。

### 主要作品
长篇小说
- 《白鹿原》1993（1997年获第四届茅盾文学奖，2012年改編电影）

中篇小说
- 《康家小院》，1999河南文艺出版社
- 《蓝袍先生》，1994作家出版社
- 《初夏》1984收获奖，1994陕西人民出版社
- 《四妹子》1986
- 《地窖》1988

短篇小说
- 《接班以后》1973处女作
- 《无畏》1976
- 《信任》1979全国短篇小说奖
- 《害羞》1989
- 《到老白杨树背后去》1991
- 《乡村》短篇小说集，1996
- 《李十三推磨》2007
- 《白鹿原纪事》短篇小说集

散文集
- 《俯仰关中》2010江苏文艺出版社
- 《陈忠实文学回忆录》2020广东人民出版社

### 文集
- 《陈忠实文集》五卷，1996年太白文艺出版社
- 《陈忠实集外集》,2011年白鹿书院
- 《陈忠实文集》十卷，（1978-2012）按年集结，2015年人民文学出版社

## 获奖
短篇小说《信任》获1979年全国优秀作品奖、《立身篇》获1980年《飞天》文学奖，中篇小说《康家小院》获上海首届《小说界》文学奖、《初夏》获1984年《当代》文学奖、《十八岁的哥哥》获1985年《长城》文学奖，报告文学《渭北高原，关于一个人的记忆》获全国1990年－1991年报告文学奖，长篇小说《白鹿原》获1993年陕西双五文学奖、1996年人民文学出版社炎黄杯文学奖、第四届茅盾文学奖。

## 轶事
陈忠实喜爱足球，曾经创作有关足球散文15篇。2002年世界杯，陈忠实为新华社体育部撰写专栏稿件。整个世界杯期间，陈忠实一共写了四篇专栏文章：《细腻了的英国人》、《收获反省》、《惨烈的场面与蒸红苕的技巧》和《桑巴与桑巴之外的魅力》。